# Chamaecrista dumaziana
Chamaecrista dumaziana är en ärtväxtart som först beskrevs av John Patrick Micklethwait Brenan, och fick sitt nu gällande namn av Du Puy. Chamaecrista dumaziana ingår i släktet Chamaecrista och familjen ärtväxter. Inga underarter finns listade i Catalogue of Life.